# Craspedisia
Craspedisia là một chi nhện trong họ Theridiidae.